# Den stora kärleken (5 spårs CD)
Den stora kärleken är en 5-spårs CD singel från 1991 av det svenska dansbandet Black Jack.

## Låtlista
1. Den stora kärleken (Kent Carlsson)
2. Girl on swing (Bob Miranda)
3. Last date (Boudleux Bryant-Floyd Cramer)
4. Du är vinden (Johnny Thunqvist)
5. Tillsammans genom gränden (Keith Almgren-Lars-Åke Svantesson)